# くり万太郎のサンデー早起き有楽町
くり万太郎のサンデー早起き有楽町（くりまんたろうのサンデーはやおきゆうらくちょう）は、ニッポン放送で放送されていたラジオ番組。2012年4月8日放送開始。放送時間は毎週日曜日5:00 - 7:00。

## 概要
2009年3月30日から2012年3月29日まで放送されたくり万太郎のオールナイトニッポンRのパーソナリティを務めたくり万太郎こと高橋良一が2時間の日曜早朝生ワイド番組として担当。
2012年3月末までは日曜深夜に放送していた『ヤンキー先生!義家弘介の夢は逃げていかない』が生放送である一方、当該時間帯はスポットニュース以外は事前収録放送であったが、当番組の開始で早朝に生放送体制ができる一方、深夜は2021年3月まで録音番組体制となっていた。
2013年2月9日には公開録音イベント「くり万太郎のサンデー早起き有楽町 presents イマジンスタジオで聴こうビートルズ!」を行った。
テーマ曲はジェイク・シマブクロ「Rainbow」。
2017年9月24日をもって放送終了。翌10月1日からはパーソナリティをひろたみゆ紀に交代の上で「ひろたみゆ紀のサンデー早起き有楽町」となり、一部箱番組をリニューアルして放送する。

## タイムテーブル
- 5:00 - オープニング、5時のニュース・天気予報
- 5:03頃 - 番組審議会便り（第1日曜のみ）
- 5:06 - フロート番組（1）「魔法のラジオ」＜パーソナリティ：横田美穂（フルート奏者）＞

一部NRN系列局へネット
- 5:15 - メッセージ紹介、プレゼント紹介など
- 5:20 - ニッポン放送インフォメーション

ニッポン放送にまつわる、おすすめ番組、おすすめイベントなどの情報を紹介
- 5:25 - 『心のともしび』 - 「ラジオ・チャリティー・ミュージックソン」のある場合や特別編成[3] のある場合、全体を一日前倒すか一日後に倒してこの時間帯に放送。
- 5:30　- フロート番組（2）「中山秀征の有楽町で逢いまSHOW」[4]

2015年4月よりこの時間帯に移動。
- 6:00 - 6時のニュース・天気予報、プレゼント紹介など
- 6:15 - フロート番組（3）「おはよう!ニッポン全国消防団」[4]

NRN系列でも放送。
- 6:24 - メッセージ紹介など
- 6:25 - フロート番組（4）「ウィークエンド・ケアタイム「ひだまりハウス」～うつ病・認知症について語ろう～」＜パーソナリティ：町亞聖＞[4]　※2013年10月より[5]
- 6:54 - 交通情報、エンディング

### 終了番組
- 6:25 フロート番組「藤沢周平傑作選」[6]。
- 6:25 フロート番組「ネットワーク探偵団」[7] 2013年10月より日曜21:50に枠移動[8]。

NRN系列とぎふチャン、ラジオ関西でも放送
- 5:30 フロート番組「菅原文太 日本人の底力」＜パーソナリティ：菅原文太＞[9]。

2014年12月28日で終了。
- 5:06 フロート番組「東本願寺の時間」

長らく放送されてきた番組。2015年9月27日をもって終了。
- 6:05 フロート番組「The Voice of Farmers」＜パーソナリティ：柿沢安耶＞[4]

2016年3月27日をもって終了。
- 6:04 - フロート番組「ガッツ石松の人生いろいろOK牧場」[4]

アシスタントは増山さやかアナウンサー。2016年3月27日までは5:06からの放送。2017年3月26日終了。